# La Libertad (Francisco Morazán)
La Libertad è un comune dell'Honduras facente parte del dipartimento di Francisco Morazán.
Il comune venne istituito nel 1864 con parte del territorio del comune di Alubarén.